# Криміналістична техніка
Криміналістична техніка — розділ криміналістики, що являє собою систему наукових положень і (на їх засадах) засобів і методів, призначених для збирання та дослідження доказів у кримінальних (а також цивільним) справах, інших заходів розкриття та попередження злочинів.
Криміналістичну методологію розробляли такі правознавці, як В. М. Бахін, Р. С. Бєлкін, В. Г. Гончаренко, М. О. Селіванов, В. О. Образцов, М. Я. Сегай, М. В. Салтевський, Н. І. Клименко В. О. Коновалова, В. П. Колмаков, В. К. Лисиченко, В. Г. Лукашевич та ін.